# Into the Breach
Into the Breach é um jogo eletrônico de estratégia por turnos desenvolvido e publicado pelo estúdio independente Subset Games, composto por Justin Ma e Matthew Davis. Into the Breach é o segundo jogo do estúdio, seguindo FTL: Faster Than Light. A escrita foi realizada por Chris Avellone e a música foi composta por Ben Prunty. Foi lançado em fevereiro de 2018 para Microsoft Windows e em agosto de 2018 para macOS e Nintendo Switch.